# Шеси (Лоаре)
Шеси (фр. Chécy) насеље је и општина у централној Француској у региону Центар (регион), у департману Лоаре која припада префектури Орлеан.
По подацима из 2011. године у општини је живело 8415 становника, а густина насељености је износила 543,96 становника/km². Општина се простире на површини од 15,47 km². Налази се на средњој надморској висини од 103 метара (максималној 116 m, а минималној 95 m).

## Демографија
| 1962. | 1968. | 1975. | 1982. | 1990. | 1999. | 2011. |
| ----- | ----- | ----- | ----- | ----- | ----- | ----- |
| 2.010 | 2.283 | 3.986 | 6.299 | 7.177 | 7.221 | 8.415 |